# August Filip Armfelt
August Filip Armfelt, född 15 mars 1768 i Juva, Finland, död 29 augusti 1839 i Kemiö, Finland, var en finländsk friherre, statsman och hovman.

## Familjen
Armfelts far var generalmajor och friherre Magnus Wilhelm Armfelt och modern friherrinnan Maria Catharina Wennerstedt. Hans bror var greve och general Gustaf Mauritz Armfelt. Armfelt gifte sig med Johanna Fredrika Lovisa Taube. Paret fick fem barn.

## Karriär
Armfelt blev sergeant vid Livdragonregementet 1776 och befordrades till kornett vid Livdragonregementet den 29 april 1778. Därefter bedrev han studier vid krigsakademien i Karlskrona och vid Collegium Carolinum i Braunschweig.
År 1782 mötte Armfelt John Quincy Adams, son till en amerikansk diplomat, i Åbo. Adams blev senare president i Förenta staterna.
Han återvände till Sverige år 1785. Den 19 december 1787 blev han löjtnant vid Livdragonregementet och utnämndes samma år till kapten i armén samt stabsadjutant hos kung Gustav III. År 1790 avancerade han till överadjutant hos kungen samt major vid armén. Han tilldelades riddartecknet av Svärdsorden (RSO) den 2 maj 1790 och följde kungen på hans resa till Aachen 1791. Den 19 december 1791 blev han major vid Åbo läns regemente. Han befordrades till överstelöjtnant i armén och generaladjutant av flygeln den 15 maj 1792.
Han tog avsked den 16 december 1793, med tillstånd att kvarstå i armén som generaladjutant och slutligen tog han avsked från militärtjänst den 11 maj 1795.
Ryssland erövrade Finland från Sverige under finska kriget 1809. Armfelt deltog i Borgå lantdag samma år. Vid lantdagen grundade kejsar Alexander I av Ryssland, som även var storfurste av Finland, Storfurstendömet Finland.
Han introducerades vid Finlands Riddarhus under nummer 13 bland baroner den 30 januari 1818 och blev verklig kammarherre vid det kejserliga ryska hovet den 27 september 1819.

## Wiurila gård

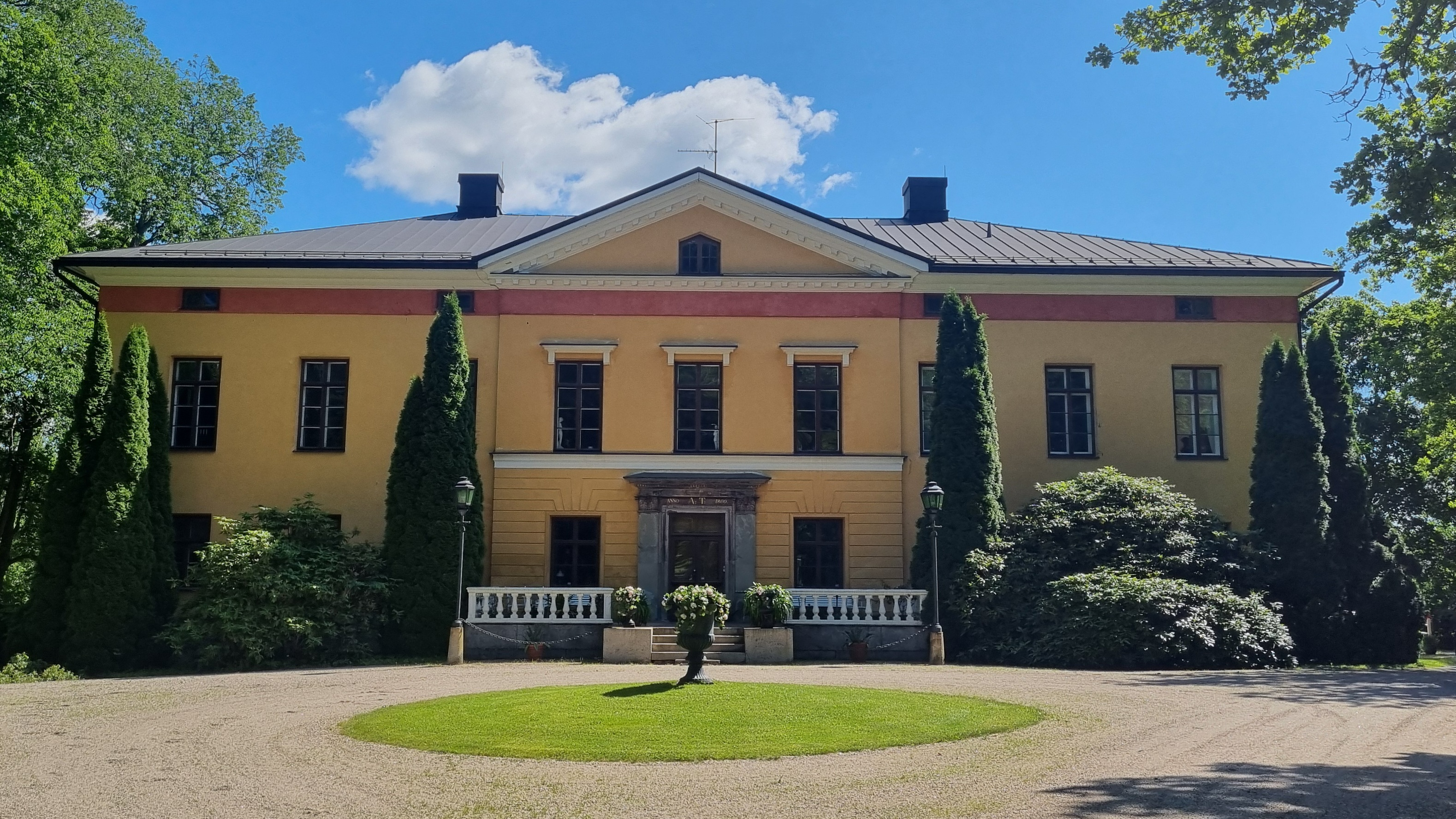
Wiurila gård.

Han ägde Wiurila gård i Halikko socken. Armfelt var intresserad av industri, modern jordbruk och skogsbruk. Han ägde ett bryggeri, ett bränneri, kvarnar, sågverk, ett glasbruk samt stora arealer åkermark och skog.
Armfelt ägnade sig åt att utveckla sitt stora gods. Han lät uppföra den nya huvudbyggnaden på Wiurila, som ritades av Charles Bassi i början av 1800-talet och byggdes mellan 1806 och 1811. Senare bevittnade han uppförandet av en ny ekonomibyggnad ritad av Carl Ludvig Engel, som uppfördes mellan 1835 och 1840. Han var en av de största och förmögnaste jordägarna i Finland.

## Resor till kungariket Storbritannien
Den franska revolutionen, som inleddes 1789, och Rysslands växande inflytande i Östersjöområdet stärkte samarbetet mellan Sverige och Storbritannien. Den brittiska flottan var beroende av finsk tjära och svenskt järn. Armfelt deltog i det rysk-svenska kriget 1788–1790. Den engelske kaptenen Edward Payne, som var Armfelts vän, stupade i slaget vid Savitaipale. Payne var sonson till Edward Payne den äldre, direktör för Bank of England. Armfelt reste till Ealing i England och överlämnade ett meddelande till Edward Payne den äldre om att hans sonson dött i kriget.
Armfelt träffade William Sidney Smith i Finland och de reste tillsammans till England. Armfelt skrev tre lovordande artiklar om Smith i tidningen Åbo Tidning; Smith blev senare amiral i Royal Navy.
Armfelts resor i England var omfattande; han besökte bland annat London, Oxford, Stratford, Warwick, Coventry, Birmingham, Lichfield, Manchester och flera andra städer.
Under sitt besök i England mötte Armfelt medlemmar av den brittiska kungafamiljen. Han lärde känna biskop Samuel Goodenough, vice ordförande i Royal Society och grundare av The London Society of Antiquaries, samt porslinsfabrikanten John Wedgwood.
Armfelt besökte Warwick Castle och Oxfords universitet. Han bekantade sig också med tillverkningen av Cheshire cheese. Armfelt var beredd att delta i Royal Navys operationer då landet förberedde sig för krig mot Frankrike.
Armfelts resor till England upphörde eftersom Sveriges kung Gustav III mördades år 1792.
Ett stort jordskred inträffade i Halikko, vilket orsakade att lokala bönder förlorade sina hem. Armfelt vände sig till sina engelska bekanta, som donerade pengar för att hjälpa Halikkos fattiga bönder. Den 24 mars 1814 publicerade Armfelt en artikel i Åbo Allmänna Tidning, där han prisade engelsmännens gästfrihet och vilja att stödja sina medmänniskor. Han berömde engelska välgörenhetssällskap och stiftelser.